# Scalmicauda azebae
Scalmicauda azebae är en fjärilsart som beskrevs av Paul Thiaucourt 1977. Scalmicauda azebae ingår i släktet Scalmicauda och familjen tandspinnare. Inga underarter finns listade.